# Italia en los Juegos Olímpicos de Innsbruck 1964
Italia estuvo representada en los Juegos Olímpicos de Innsbruck 1964 por un total de 61 deportistas que compitieron en 9 deportes.  
El portador de la bandera en la ceremonia de apertura fue el deportista de bobsleigh Eugenio Monti.

## Medallistas
El equipo olímpico italiano obtuvo las siguientes medallas:
| Nombre                                                     | Deporte   | Competición |
| ---------------------------------------------------------- | --------- | ----------- |
| Oro                                                        |           |             |
| —                                                          |           |             |
| Plata                                                      |           |             |
| Sergio Zardini Romano Bonagura                             | Bobsleigh | Doble M     |
| Bronce                                                     |           |             |
| Eugenio Monti Sergio Siorpaes                              | Bobsleigh | Doble M     |
| Eugenio Monti Sergio Siorpaes Benito Rigoni Gildo Siorpaes | Bobsleigh | Cuádruple M |
| Walter Außendorfer Sigisfredo Mair                         | Luge      | Doble M     |